# 千葉星子
千葉 星子（ちば せいこ）は、岩手県で活動するタレント、ファッションモデル、料理研究家。
岩手県岩手郡岩手町出身。

## 人物
岩手県立平舘高等学校OG。2000年、旧松尾村（現八幡平市）開催の「八幡平さくらの女王」に就任、広報活動に従事した後、テレビレポーター、タレントに転身。モデル活動も行うほか、料理教室を開くなど料理研究家としても活動している。
IBC岩手放送と関係が深く、現在まで一貫して同局のテレビ・ラジオ番組に出演することが多い。

## 出演番組
- じゃじゃじゃTV（IBC岩手放送）
- 星子のカムカム@HONDA!（IBC岩手放送）
- いわて希望のちから（IBC岩手放送制作、岩手県内民放4局で放送）

### 過去
- 星子のスターダストメモリー（IBCラジオ）
- IBC競馬ライブ（IBC岩手放送）
- あなろぐ an@log（岩手めんこいテレビ、IBCとの司会交換企画で出演）
- 知っとこ!（毎日放送、料理研究家として）

### CM、広告
- NTT東日本岩手支店
- トヨタカローラ岩手